# Królewski Instytut Techniczny
Królewski Instytut Techniczny, KTH (szw. Kungliga Tekniska högskolan, dosłownie Królewska Wyższa Szkoła Techniczna) – szwedzka politechnika w Sztokholmie.

## Historia
Instytut ma swoje początki w Instytucie Technicznym (Teknologiska institutet), powstałym w 1827 z przekształcenia Szkoły Mechanicznej (Mekaniska skolan). Obecna nazwa została nadana w 1877. W 1927 uczelnia uzyskała możliwość nadawania stopnia doktora.

## Program dydaktyczny
Edukacja i badania naukowe są prowadzone w ramach szkół KTH. W ośrodkach KTH działalność prowadzona jest głównie w rozwijających się dziedzinach badań, często we współpracy ze społeczeństwem i przemysłem.

## Struktura
- Wydział Architektury i Planowania:
  - Centrum Bankowości i Finansów (Cefin)
  - Centrum Eksploatacji i Konserwacji (CDU)
  - Centrum Badań Ruchu (CTR)
  - Centrum Badań Transportowych (CTS)
  - Centrum Komunikacji i Eksploatacji (CESC)
  - Road2Science
- Szkoła Biotechnologii:
  - Centrum Biologii Molekularnej i Biologii Systemów
  - Centrum Zasobów ludzkich Proteome
  - Konsorcjum Materiałów Zaawansowanych i Węglowodanów (CarboMat)
  - Centrum Technologii Protein
  - Laboratorium Nauk Przyrodniczych
  - Strategiczne Centrum Materiałów Biomimetycznych (Biomime)
  - Szwedzka Krajowa Infrastruktura Sekwencjonowania na Dużą Skalę (SNISS)
- Szkoła Nauk Chemicznych:
  - Szwedzkie Centrum Inżynierii Włókien Biomimetycznych (Biomime)
  - Centrum Biofibermaterial (BIMAC)
  - Centrum Dostaw Niejawnie Nadzorowanych (CODIRECT)
  - Centrum Urządzeń Molekularnych (CMD)
  - Centrum Przemysłowe (NMR)
  - Centrum Nauk Drzewnych Wallenberga (WWSC)
- Wyższa Szkoła Informatyki:
  - Centrum Systemów Autonomicznych (CAS)
  - Centrum Komunikacji Eksploatacji (CESC)[5]
- Szkoła Inżynierii Elektrycznej:
  - Instytut Automatycznego Sterowania
  - Instytut Sieci Komunikacyjnych
  - Instytut Teorii Komunikacji
  - Instytut Systemów Elektrycznych
  - Instytut Konwersji Energii Elektrycznej
  - Instytut Elektromagnetyki
  - Instytut Fizyki Fuzji Plazmowej
  - Instytut Informacji Przemysłowej i Systemów Sterowania
  - Instytut Mikro i Nanosystemów
  - Instytut Przetwarzania Sygnału
  - Instytut Przestrzeni i Fizyki Plazmy[6]
- Szkoła Technologii Informacyjnych i Komunikacyjnych
- Wydział Inżynierii Przemysłowej i Zarządzania:
  - Instytut Energotechniki
  - Instytut Ekonomii i Zarządzania
  - Instytut Produkcji Przemysłowej
  - Instytut Maszyn
  - Instytut Materiałoznawstwa
  - Instytut Mechaniki Stosowanej[7]
- Szkoła Nauk Technicznych
- Szkoła Techniki i Zdrowia
- Szkoła Inżynierii Komunikacji i Edukacji Nauki[4]

## Podstawowe statystyki
Miejsce w Rankingach uczelni technicznych:
| Nazwa rankingu                                             | Miejsce | Rok  |
| ---------------------------------------------------------- | ------- | ---- |
| Akademicki Ranking Uniwersytetów Świata                    | 201–300 | 2010 |
| Akademicki Ranking Uniwersytetów Świata Nauki Inżynieryjne | 76–100  | 2010 |
| Akademicki Ranking Uniwersytetów Świata Fizyka             | 76–100  | 2010 |
| Times World                                                | 117     | 2010 |
| QS                                                         | 118     | 2010 |
| QS Nauki Inżynieryjne                                      | 27      | 2010 |

## Znani absolwenci
- Salomon August Andrée – inżynier, fizyk, aeronauta i badacz polarny, który zginął podczas próby dotarcia balonem na biegun północny
- Ernst Alexanderson – szwedzki i amerykański inżynier, konstruktor i wynalazca, jeden z pionierów radia i telewizji
- Joe Armstrong – brytyjski projektant, twórca Erlanga
- Kurt Atterberg – kompozytor i dyrygent
- Karl-Birger Blomdahl – kompozytor
- Gustaf Dahlbeck – inżynier
- Knut Frænkel – inżynier, badacz polarny, członek tragicznie zakończonej wyprawy balonowej Andréego
- Christer Fuglesang – fizyk, astronauta
- Peter Lindgren – muzyk, kompozytor i gitarzysta zespołu Opeth
- Dolph Lundgren – aktor
- Helge Palmcrantz – wynalazca kartaczownicy Nordenfelta

## Znani pracownicy
- Hannes Alfvén – fizyk i astrofizyk, laureat Nagrody Nobla w dziedzinie fizyki w 1970 za badania w zakresie magnetohydrodynamiki i ich zastosowanie do fizyki plazmy[12]
- Lennart Carleson – matematyk znany z prac w dziedzinie analizy harmonicznej
- Stanisław Smirnow – rosyjski matematyk, laureat Medalu Fieldsa w 2010